# Exilisia mnigrum
Exilisia mnigrum là một loài bướm đêm thuộc phân họ Arctiinae, họ Erebidae.